# Helena Suková
Helena Suková, češka tenisačica, * 23. februar 1965, Praga. 
V karieri je osvojila 14 naslovov na turnirjih za Grand Slam, od teh je devet osvojila v kategoriji ženske dvojice in pet v kategoriji mešane dvojice. Poleg tega je na turnirjih za Grand Slam štirikrat zasedla drugo mesto.
Suková se je rodila v družini tenisačev. Njena mati, Věra Pužejová Suková, je leta 1962 v kategoriji posamezno osvojila prvo mesto na Wimbledonu. Njen oče, Cyril Suk II, je bil predsednik češkoslovaške teniške zveze. Njen brat, Cyril Suk III, pa je profesionalni tenisač, s katerim je Suková trikrat zmagala na treh turnirjih za Grand Slam v mešanih dvojicah: na odprtem prvenstvu Francije (1991) in na Wimbledonu (1996, 1997).
S tenisom se je začela profesionalno ukvarjati leta 1981. Najvišja mesta, ki jih je osvojila, sta četrto v kategoriji posamezno in prvo v kategoriji ženske dvojice.
Poleg tega je drugo mesto posamezno osvojila dvakrat na odprtem prvenstvu Avstralije (1984, 1989) ter dvakrat na odprtem prvenstvu ZDA (1986, 1993). Njena najbolj znamenita zmaga v kategoriji posamezno je bila dosežena v polfinalu proti Martini Navratilovi na odprtem prvenstvu Avstralije, kjer je slednji prekinila niz 74 zaporednih zmag in ji s tem preprečila možnost osvojitve Pravega Grand Slama.
Suková je kot igralka izstopala predvsem v dvojicah. V ženskih dvojicah je osvojila karierni Grand Slam, saj je zmagala štirikrat na Wimbledonu, dvakrat na odprtem prvenstvu ZDA, enkrat na odprtem prvenstvu Avstralije in enkrat na odprtem prvenstvu Francije. Poleg tega je v mešanih dvojicah zmagala štirikrat na Wimbledonu, enkrat na odprtem prvenstvu ZDA ter enkrat na odprtem prvenstvu Francije. Na olimpijskih igrah je v ženskih dvojicah dvakrat osvojila srebrno medaljo, in sicer leta 1988 v Seulu ter 1996 v Atlanti (obakrat je bila njena partnerka Jana Novotná).
Suková je Češkoslovaški priigrala štiri zmage v tekmovanju Pokal federacij, in sicer v letih 1983, 1984, 1985 in 1988. Leta 1989 je skupaj z Miloslavom Mečířem zmagala na prvem tekmovanju Hopman pokal.
V karieri je osvojila 10 naslovov posamezno in 69 v dvojicah.
Čeprav se je leta 1998 upokojila in s tem zaključila svojo profesionalno kariero, je leta 2006 prejela posebno povabilo organizatorja (»wild card«) za nastop na Wimbledonu skupaj s svojim bratom, Cyrilom Sukom. Izgubila sta tekmo v prvem krogu.
Leta 2018 je bila sprejeta v Mednarodni teniški hram slavnih.

## Finale za Grand Slam - posamezno (4)

### Porazi (4)
| Leto | Turnir                          | Nasprotnica v finalu | Rezultat finala |
| 1984 | Odprto prvenstvo Avstralije     | Chris Evert          | 6–7, 6–1, 6–3   |
| 1986 | Odprto prvenstvo ZDA            | Martina Navratilova  | 6–3, 6–2        |
| 1989 | Odprto prvenstvo Avstralije (2) | Steffi Graf          | 6–4, 6–4        |
| 1994 | Odprto prvenstvo ZDA (2)        | Steffi Graf          | 6–3, 6–3        |

## Finale za Grand Slam - ženske dvojice

### Zmage (9)
| Leto | Turnir                          | Partnerica              | Nasprotnici v finalu              | Rezultat finala |
| 1985 | Odprto prvenstvo ZDA            | Claudia Kohde-Kilsch    | Martina Navratilova Pam Shriver   | 6–7, 6–2, 6–3   |
| 1987 | Odprto prvenstvo Anglije        | Claudia Kohde-Kilsch    | Betsy Nagelsen Elizabeth Smylie   | 7–5, 7–5        |
| 1989 | Odprto prvenstvo Anglije (2)    | Jana Novotná            | Larisa Neiland Natalija Zverjova  | 6–1, 6–2        |
| 1990 | Odprto prvenstvo Avstralije     | Jana Novotná            | Patty Fendick Mary Joe Fernández  | 7–6, 7–6        |
| 1990 | Odprto prvenstvo Francije       | Jana Novotná            | Larisa Neiland Natalija Zverjova  | 6–4, 7–5        |
| 1990 | Odprto prvenstvo Anglije (3)    | Jana Novotná            | Larisa Neiland Natalija Zverjova  | 6–4, 6–0        |
| 1993 | Odprto prvenstvo Avstralije (2) | Arantxa Sánchez Vicario | Mary Joe Fernández Zina Garrison  | 6–4, 7–6        |
| 1993 | OP ZDA (2)                      | Arantxa Sánchez Vicario | Amanda Coetzer Ines Gorrochategui | 6–4, 6–2        |
| 1996 | Odprto prvenstvo Anglije (4)    | Martina Hingis          | Meredith McGrath Larisa Neiland   | 5–7, 7–5, 6–1   |

### Porazi (5)
| Leto | Turnir                          | Partnerica           | Nasprotnici v finalu               | Rezultat finala |
| 1984 | Odprto prvenstvo Avstralije     | Claudia Kohde-Kilsch | Martina Navratilova Pam Shriver    | 6–3, 6–4        |
| 1985 | Odprto prvenstvo Francije       | Claudia Kohde-Kilsch | Martina Navratilova Pam Shriver    | 4–6, 6–2, 6–2   |
| 1985 | Odprto prvenstvo Avstralije (2) | Claudia Kohde-Kilsch | Martina Navratilova Pam Shriver    | 6–3, 6–4        |
| 1988 | Odprto prvenstvo Francije (2)   | Claudia Kohde-Kilsch | Martina Navratilova Pam Shriver    | 6–2, 7–5        |
| 1990 | Odprto prvenstvo ZDA            | Jana Novotná         | Gigi Fernández Martina Navratilova | 6–2, 6–4        |

## Finale za Grand Slam - mešane dvojice

### Zmage (5)
| Leto | Turnir                       | Partner         | Nasprotnika v finalu               | Rezultat finala |
| 1991 | Odprto prvenstvo Francije    | Cyril Suk       | Paul Haarhuis Caroline Vis         | 3–6, 6–4, 6–1   |
| 1993 | Odprto prvenstvo ZDA         | Todd Woodbridge | Martina Navratilova Mark Woodforde | 6–3, 7–6        |
| 1994 | Odprto prvenstvo Anglije     | Todd Woodbridge | T.J. Middleton Lori McNeil         | 3–6, 7–5, 6–3   |
| 1996 | Odprto prvenstvo Anglije (2) | Cyril Suk       | Larisa Neiland Mark Woodforde      | 1–6, 6–3, 6–2   |
| 1997 | Odprto prvenstvo Anglije (3) | Cyril Suk       | Andrej Olhovski Larisa Neiland     | 4–6, 6–3, 6–4   |

### Porazi (3)
| Leto | Turnir                          | Partner         | Nasprotnika v finalu            | Rezultat finala |
| 1992 | Odprto prvenstvo ZDA            | Tom Nijssen     | Nicole Provis Mark Woodforde    | 4–6, 6–3, 6–3   |
| 1994 | Odprto prvenstvo Avstralije     | Todd Woodbridge | Andrej Olhovski Larisa Neiland  | 7–5, 6–7, 6–2   |
| 1998 | Odprto prvenstvo Avstralije (2) | Cyril Suk       | Justin Gimelstob Venus Williams | 6–2, 6–1        |

## Finale turnirja WTA

### Posamezno

#### Zmage (10)
| Rang – posamezno                    |
| ----------------------------------- |
| Tier IV in V (4)                    |
| Zmage v rangu, nižjem od »Tier« (6) |

| Št. | Datum              | Turnir                          | Podlaga      | Nasprotnica v finalu      | Rezultat v finalu |
| 1.  | 17. januar, 1982   | Newport News, Virginija, ZDA    | Preproga (I) | Pat Medrado               | 6–2, 6–7, 6–0     |
| 2.  | 18. november, 1984 | Brisbane, Avstralija            | Trava        | Elizabeth Smylie          | 6–4, 6–4          |
| 3.  | 10. avgust, 1986   | Montreal, Kanada                | Trda         | Pam Shriver               | 6–2, 7–5          |
| 4.  | 5. oktober, 1986   | Hilversum, Nizozemska           | Preproga (I) | Catherine Tanvier         | 6–2, 7–5          |
| 5.  | 4. april, 1987     | Piscataway, New Jersey, ZDA     | Preproga (I) | Lori McNeil               | 6–0, 6–3          |
| 6.  | 20. junij, 1987    | Eastbourne, Združeno kraljestvo | Trava        | Martina Navratilova       | 7–6(5), 6–3       |
| 7.  | 8. januar, 1989    | Brisbane, Avstralija            | Trda         | Brenda Schultz-McCarthy   | 7–6(6), 7–6(6)    |
| 8.  | 6. januar, 1991    | Brisbane, Avstralija            | Trda         | Akiko Kidžimuta           | 6–4, 6–3          |
| 9.  | 9. februar, 1992   | Osaka, Japonska                 | Preproga (I) | Laura Arraya Gildemeister | 6–2, 4–6, 6–1     |
| 10. | 15. november, 1992 | Indianapolis, Indiana, ZDA      | Trda (I)     | Linda Wild                | 6–4, 6–3          |

## Uspehi na Grand Slamu - posamezno
| Turnir        | 1981  | 1982  | 1983  | 1984  | 1985  | 1986  | 1987  | 1988  | 1989  | 1990  | 1991  | 1992  | 1993  | 1994  | 1995  | 1996  | 1997  | 1998  | Karierni SR |
| ------------- | ----- | ----- | ----- | ----- | ----- | ----- | ----- | ----- | ----- | ----- | ----- | ----- | ----- | ----- | ----- | ----- | ----- | ----- | ----------- |
| OP Avstralije | 3. K  | 1. K  | 3. K  | F     | ČF    | NT    | 4. K  | 4. K  | F     | PF    | 3. K  | 3. K  | NU    | 3. K  | 2. K  | 3. K  | 1. K  | 1. K  | 0 / 16      |
| OP Francije   | NU    | 2. K  | 4. K  | 1. K  | 2. K  | PF    | 4. K  | ČF    | 2. K  | NU    | 2. K  | NU    | NU    | 3. K  | 1. K  | 1. K  | 2. K  | NU    | 0 / 13      |
| Wimbledon     | NU    | NU    | NU    | 4. K  | ČF    | ČF    | ČF    | ČF    | 4. K  | 4. K  | 1. K  | 3. K  | ČF    | 4. K  | 2. K  | 2. K  | 4. K  | 1. K  | 0 / 15      |
| OP ZDA        | NU    | 1R    | 3R    | ČF    | ČF    | F     | PF    | 4R    | ČF    | 4R    | 3R    | 4R    | F     | NU    | 2R    | 3R    | 1R    | NU    | 0 / 15      |
| SR            | 0 / 1 | 0 / 3 | 0 / 3 | 0 / 4 | 0 / 4 | 0 / 3 | 0 / 4 | 0 / 4 | 0 / 4 | 0 / 3 | 0 / 4 | 0 / 3 | 0 / 2 | 0 / 3 | 0 / 4 | 0 / 4 | 0 / 4 | 0 / 2 | 0 / 59      |

NT = turnir ni bil organiziran.
NU = igralka se ni udeležila turnirja.
SR = razmerje med številom zmagam in številom dvobojev v turnirjih za Grand Slam - posamezno.